# Trismegistia pedunculata
Trismegistia pedunculata är en bladmossart som beskrevs av Brotherus 1908. Trismegistia pedunculata ingår i släktet Trismegistia och familjen Sematophyllaceae. Inga underarter finns listade i Catalogue of Life.